# Nationale Universiteit van Ierland, Galway
De National University of Ireland, Galway (NUI, Galway) (Iers: Ollscoil na hÉireann, Gaillimh of OÉ, Gaillimh) is voortgekomen uit het Queen's College, Galway dat in 1845 werd opgericht. Tot voor kort was de universiteit bekend als University College, Galway (UCG) (Iers: Coláiste na hOllscoile, Gaillimh of COG). De universiteit is gevestigd in Galway (Ierland).

## Geschiedenis
Het instituut opende in 1849 als Queen's College, Galway met 37 hoogleraren en 91 studenten. Een jaar later werd het onderdeel van de Queen's University of Ireland. Onder de Irish Universities Act, 1908 werd het een college van de nieuwe National University of Ireland, en vervolgens werd de naam gewijzigd in University College, Galway. Ingevolge de University College, Galway Act, 1929 werd Iers de op het college gehanteerde taal. In 1997 werd het college een onderdeel van de Nationale Universiteit van Ierland. De naam werd toen gewijzigd in National University of Ireland, Galway.
De universiteit is nabij het centrum van Galway gevestigd, langs de Corrib die door de stad stroomt. Het oudste deel, de Quadrangle, is ontworpen door John Benjamin Keane en is een replica van Christ Church, een van de colleges van de Universiteit van Oxford. Het is gebouwd van stenen die plaatselijk werden gewonnen. In de jaren zeventig zijn nieuwere delen bijgebouwd, naar een ontwerp van Scott Tallon Walker. Ook in de jaren negentig is de universiteit uitgebreid. Onder meer werd een oude fabriek omgebouwd tot studentencentrum en sporthal.